# Morton (Texas)
Morton é uma cidade localizada no estado norte-americano de Texas, no Condado de Cochran.

## Demografia
Segundo o censo norte-americano de 2000, a sua população era de 2249 habitantes.
Em 2006, foi estimada uma população de 1914, um decréscimo de 335 (-14.9%).

## Geografia
De acordo com o United States Census Bureau tem uma área de
3,7 km², dos quais 3,7 km² cobertos por terra e 0,0 km² cobertos por água. Morton localiza-se a aproximadamente 1146 m acima do nível do mar.

## Localidades na vizinhança
O diagrama seguinte representa as localidades num raio de 40 km ao redor de Morton.